# Parafia Narodzenia Najświętszej Maryi Panny w Waleńczowie
Parafia Narodzenia Najświętszej Maryi Panny w Waleńczowie – parafia rzymskokatolicka, znajdująca się w archidiecezji częstochowskiej, w dekanacie Kłobuck, erygowana w 1982 roku.